# 134° westerlengte
134° westerlengte is een lengtegraad, onderdeel van geografische positieaanduiding in bolcoördinaten. De lijn loopt vanaf de Noordpool naar de Noordelijke IJszee, Noord-Amerika, de Grote Oceaan, de Zuidelijke Oceaan en Antarctica naar de Zuidpool.
De meridiaan 134° westerlengte vormt een grootcirkel met de meridiaan 46° oosterlengte. De meridiaanlijn begint bij de Noordpool en eindigt bij de Zuidpool. De meridiaan 134° westerlengte gaat door de volgende landen, gebieden of zeeën. 
| Land, gebied of zee | Nauwkeurigere gegevens                                                                                          |
| ------------------- | --- |
| Noordelijke IJszee  | |
| Beaufortzee         | |
| Canada              | Northwest Territories (Richards Island en het vasteland), Yukon, Northwest Territories, Yukon, British Columbia |
| Verenigde Staten    | Alaska - Alaska Panhandle, Admiralty Island                                                                     |
| Frederick Sound     | |
| Verenigde Staten    | Alaska - Kupreanof Island en Kuiu Island                                                                        |
| Grote Oceaan        | |
| Zuidelijke Oceaan   | |
| Antarctica          | Niet-toegeëigend gebied in Antarctica                                                                           |